# Telgehus län
Telgehus län var ett slottslän i Södermanland. Det fanns sedan Sverige ingick i Kalmarunionen på 1300-talet och upphörde kring 1527. Öknebo och Hölebo härad överfördes därefter till  Gripsholms län, Hölebo efter att först till 1543 ingått i Stockholms slottslän

## Bakgrund
Länet omfattade Öknebo, Hölebo och delar av Svartlösa härader, alltså ungefär dagens Södertälje, Nykvarn, Trosa, Botkyrka, Salem, Huddinge samt delar av Stockholm och Nacka kommuner. 
Administrativt centrum var fogdeborgen Telge Hus på ön Slottsholmen i Södertälje kanal. Den är belägen strax utanför stadsdelen Brunnsäng i de norra delarna av dagens Södertälje.